# Premier League Malti 2014-2015
La Premier League maltese 2014-2015 (ufficialmente BOV Premier League 2014-2015, per ragioni di sponsorizzazione) è stata la 100ª edizione della massima serie del campionato maltese di calcio. La stagione è iniziata il 16 agosto 2014 ed è terminata il 15 maggio 2015. Il Valletta era la squadra campione in carica, avendo vinto il suo ventiduesimo titolo nella stagione precedente.
Il campionato è stato vinto dall'Hibernians per l'undicesima volta nella sua storia, con due giornate di anticipo nel corso della 31ª giornata.

Dopo un solo anno in massima serie sono stati retrocessi in First Division il Pietà Hotspurs e il Zebbug Rangers.

## Stagione

### Novità
Al termine della stagione 2013-2014 la Vittoriosa Stars e il Rabat Ajax sono retrocesse in First Division 2014-2015. In loro sostituzione sono promossi il Pietà Hotspurs e il Zebbug Rangers.

### Formula
Rispetto alla stagione precedente, il campionato ha cambiato formula, mantenendo però la divisione in due fasi. Nella prima le 12 squadre si affrontano in un girone di andata e ritorno, per un totale di 22 giornate. Al termine, ciascuna squadra mantiene metà dei punti guadagnati nella prima fase (il numero è arrotondato per eccesso, se ottengono un punteggio dispari) e affronta le altre squadre una sola volta.

La squadra campione di Malta è ammessa al secondo turno di qualificazione della UEFA Champions League 2015-2016.

La seconda e la terza classifica sono ammesse al primo turno di qualificazione della UEFA Europa League 2015-2016, assieme alla squadra vincitrice della Tazza Maltija 2014-2015.

Le ultime due classificate sono retrocesse in First Division.

## Squadre partecipanti
| Club             | Città       | Stadio                         | Stagione precedente        |
| ---------------- | ----------- | ------------------------------ | -------------------------- |
| Balzan           | Balzan      | Stadio di Ta' Qali             | 6º posto                   |
| Birkirkara       | Birkirkara  | Infetti Ground                 | 2º posto                   |
| Floriana         | Floriana    | Stadio Victor Tedesco (Ħamrun) | 7º posto                   |
| Hibernians       | Paola       | Stadio Hibernians              | 3º posto                   |
| Mosta            | Musta       | Charles Abela Stadium          | 4º posto                   |
| Naxxar Lions     | Ta' Qali    | MFA Centenary Stadium          | 10º posto                  |
| Pietà Hotspurs   | Pietà       | Stadio di Ta' Qali             | 1º posto in First Division |
| Qormi            | Qormi       | Stadio Qormi                   | 9º posto                   |
| Sliema Wanderers | Sliema      | Stadio di Ta' Qali             | 5º posto                   |
| Tarxien Rainbows | Tarxien     | Tarxien Ground                 | 8º posto                   |
| Valletta         | La Valletta | Stadio di Ta' Qali             | Campione di Malta          |
| Żebbuġ Rangers   | Zebbug      | Zebbug Ground                  | 2º posto in First Division |

## Prima fase

### Classifica
|  | Pos. | Squadra          | Pt | G  | V  | N | P  | GF | GS | DR  |
|  | ---- | ---------------- | -- | -- | -- | - | -- | -- | -- | --- |
|  | 1.   | Hibernians       | 60 | 22 | 19 | 3 | 0  | 68 | 13 | +55 |
|  | 2.   | Valletta         | 44 | 22 | 14 | 2 | 6  | 51 | 17 | +34 |
|  | 3.   | Birkirkara       | 43 | 22 | 13 | 4 | 5  | 41 | 22 | +19 |
|  | 4.   | Balzan           | 34 | 22 | 9  | 7 | 6  | 35 | 33 | +2  |
|  | 5.   | Floriana         | 29 | 22 | 7  | 8 | 7  | 38 | 41 | -3  |
|  | 6.   | Sliema Wanderers | 27 | 22 | 7  | 6 | 9  | 26 | 31 | -5  |
|  | 7.   | Mosta            | 25 | 22 | 7  | 4 | 11 | 24 | 43 | -19 |
|  | 8.   | Naxxar Lions     | 22 | 22 | 5  | 7 | 10 | 26 | 34 | -8  |
|  | 9.   | Tarxien Rainbows | 21 | 22 | 4  | 9 | 9  | 22 | 38 | -16 |
|  | 10.  | Pietà Hotspurs   | 21 | 22 | 5  | 6 | 11 | 19 | 36 | -17 |
|  | 11.  | Qormi            | 18 | 22 | 4  | 6 | 12 | 22 | 38 | -16 |
|  | 12.  | Żebbuġ Rangers   | 18 | 22 | 4  | 6 | 12 | 25 | 51 | -26 |

Tre punti a vittoria, uno a pareggio, zero a sconfitta.
La classifica viene stilata secondo i seguenti criteri:
- Punti conquistati
- play-off (solo per decidere la posizione nella seconda fase)
- Punti conquistati negli scontri diretti
- Differenza reti negli scontri diretti
- Reti realizzate negli scontri diretti
- Differenza reti generale
- Reti totali realizzate

### Risultati
|                  | Bal  | Bir  | Flo  | Hib  | Mos  | Nax  | Pie  | Qor  | Sli  | Tar  | Val  | Zeb  |
| ---------------- | ---- | ---- | ---- | ---- | ---- | ---- | ---- | ---- | ---- | ---- | ---- | ---- |
| Balzan           | –––– | 3-2  | 3-2  | 0-3  | 1-0  | 1-3  | 1-2  | 1-1  | 5-3  | 3-2  | 0-2  | 4-2  |
| Birkirkara       | 0-0  | –––– | 1-2  | 1-1  | 2-0  | 1-0  | 2-1  | 2-0  | 1-0  | 2-1  | 1-1  | 3-1  |
| Floriana         | 1-1  | 1-2  | –––– | 0-3  | 3-2  | 4-1  | 1-1  | 2-2  | 2-0  | 1-1  | 0-2  | 3-3  |
| Hibernians       | 4-0  | 1-0  | 5-0  | –––– | 1-1  | 5-1  | 3-1  | 2-1  | 3-1  | 1-1  | 3-1  | 5-2  |
| Mosta            | 1-0  | 1-5  | 1-3  | 0-5  | –––– | 1-2  | 3-1  | 3-1  | 1-2  | 2-1  | 1-0  | 2-0  |
| Naxxar Lions     | 1-1  | 1-3  | 1-1  | 0-2  | 1-1  | –––– | 4-0  | 1-1  | 1-0  | 0-1  | 0-3  | 4-0  |
| Pietà Hotspurs   | 1-1  | 4-3  | 1-3  | 0-3  | 0-1  | 1-1  | –––– | 0-0  | 0-2  | 0-0  | 0-3  | 1-0  |
| Qormi            | 1-2  | 0-2  | 4-2  | 0-6  | 4-0  | 1-0  | 0-1  | –––– | 1-3  | 1-0  | 2-3  | 0-1  |
| Sliema Wanderers | 0-0  | 1-1  | 1-1  | 1-2  | 4-1  | 0-0  | 2-1  | 0-0  | –––– | 2-0  | 0-5  | 1-0  |
| Tarxien Rainbows | 0-5  | 3-1  | 1-1  | 1-4  | 1-1  | 2-1  | 0-0  | 2-1  | 1-1  | –––– | 0-6  | 1-2  |
| Valletta         | 1-2  | 0-2  | 4-1  | 1-2  | 5-0  | 2-0  | 1-2  | 4-0  | 3-1  | 0-0  | –––– | 2-0  |
| Zebbug Rangers   | 1-1  | 0-4  | 1-4  | 0-4  | 1-1  | 3-3  | 2-1  | 1-1  | 2-1  | 3-3  | 0-2  | –––– |

## Seconda fase
Tutte le squadre accedono alla seconda fase. I punti conquistati nella prima fase vengono dimezzati.

### Classifica finale
|                  | Pos. | Squadra          | Pt | G  | V  | N  | P  | GF | GS | DR  |
| ---------------- | ---- | ---------------- | -- | -- | -- | -- | -- | -- | -- | --- |
| Malta (bandiera) | 1.   | Hibernians       | 56 | 33 | 27 | 5  | 1  | 97 | 24 | +73 |
|                  | 2.   | Valletta         | 47 | 33 | 22 | 3  | 8  | 74 | 30 | +44 |
|                  | 3.   | Birkirkara       | 43 | 33 | 19 | 7  | 7  | 59 | 31 | +28 |
|                  | 4.   | Balzan           | 42 | 33 | 17 | 8  | 8  | 59 | 45 | +14 |
|                  | 5.   | Floriana         | 36 | 33 | 13 | 11 | 9  | 58 | 51 | +7  |
|                  | 6.   | Sliema Wanderers | 26 | 33 | 10 | 9  | 14 | 50 | 56 | -6  |
|                  | 7.   | Naxxar Lions     | 25 | 33 | 9  | 9  | 15 | 40 | 51 | -11 |
|                  | 8.   | Qormi            | 24 | 33 | 8  | 9  | 16 | 40 | 55 | -15 |
|                  | 9.   | Tarxien Rainbows | 23 | 33 | 8  | 9  | 16 | 35 | 60 | -25 |
|                  | 10.  | Mosta            | 21 | 33 | 9  | 7  | 17 | 38 | 72 | -34 |
|                  | 11.  | Pietà Hotspurs   | 16 | 33 | 6  | 8  | 19 | 30 | 58 | -28 |
|                  | 12.  | Żebbuġ Rangers   | 12 | 33 | 5  | 6  | 22 | 37 | 84 | -47 |

Punti iniziali:

Hibernians 30 pti, 68 GF, 13 GS
Valletta 44 pti, 51 GF, 17 GS
Birkirkara 43 pti, 41 GF, 22 GS
Balzan 34 pti, 35 GF, 33 GS
Floriana 29 pti, 38 GF, 41 GS
Sliema Wanderers 27 pti, 26 GF, 31 GS
Mosta 25 pti, 24 GF, 43 GS
Naxxar Lions 22 pti, 26 GF, 34 GS
Tarxien Rainbows 21 pti, 22 GF, 38 GS
Pietà Hotspurs 21 pti, 19 GF, 36 GS
Qormi 18 pti, 22 GF, 38 GS
Zebbug Rangers 18 pti, 25 GF, 51 GS
Legenda:

      Campione di Malta e ammessa alla UEFA Champions League 2015-2016

      Ammessa alla UEFA Europa League 2015-2016

 Ammesso allo spareggio promozione-retrocessione

      Retrocesse in First Division 2015-2016

Tre punti a vittoria, uno a pareggio, zero a sconfitta.
La classifica viene stilata secondo i seguenti criteri:
- Punti conquistati
- play-off (solo per decidere la posizione nella seconda fase)
- Punti conquistati negli scontri diretti
- Differenza reti negli scontri diretti
- Reti realizzate negli scontri diretti
- Differenza reti generale
- Reti totali realizzate

### Verdetti
- Hibernians campione di Malta e ammessa al secondo turno di qualificazione della UEFA Champions League 2015-2016.
- Valletta, Birkirkara e Balzan ammesse al primo turno di qualificazione della UEFA Europa League 2015-2016.
- Pietà Hotspurs e Zebbug Rangers retrocessi in First Division 2015-2016.

### Risultati
|                  | Bal  | Bir  | Flo  | Hib  | Mos  | Nax  | Pie  | Qor  | Sli  | Tar  | Val  | Zeb  |
| ---------------- | ---- | ---- | ---- | ---- | ---- | ---- | ---- | ---- | ---- | ---- | ---- | ---- |
| Balzan           | –––– |      | 0-3  |      |      | 1-1  |      |      |      | 3-2  | 0-1  | 4-1  |
| Birkirkara       | 0-1  | –––– |      | 0-0  |      | 1-0  | 2-1  | 2-2  | 4-2  |      |      |      |
| Floriana         |      | 0-0  | –––– | 1-3  |      | 4-1  | 2-0  | 0-0  | 3-1  |      |      |      |
| Hibernians       | 1-3  |      |      | –––– |      | 2-2  | 3-1  | 2-1  | 3-2  |      | 3-1  |      |
| Mosta            |      | 0-3  | 2-2  | 0-5  | –––– | 1-2  |      | 1-3  |      |      |      |      |
| Naxxar Lions     | 1-2  |      |      |      |      | –––– |      |      | 4-3  | 0-1  | 0-1  | 2-1  |
| Pietà Hotspurs   | 0-3  |      |      |      | 2-3  | 0-0  | –––– |      | 1-1  | 1-2  |      | 3-1  |
| Qormi            | 1-5  |      |      |      |      | 1-2  | 2-1  | –––– | 0-0  |      | 1-3  |      |
| Sliema Wanderers | 1-2  |      |      |      | 5-1  |      |      |      | –––– | 3-2  | 3-3  | 3-2  |
| Tarxien Rainbows |      | 0-2  | 1-2  | 0-2  | 2-1  |      | 3-1  | 0-4  |      | –––– |      |      |
| Valletta         |      | 2-1  | 1-0  |      | 3-1  |      |      |      |      | 4-0  | –––– | 2-3  |
| Zebbug Rangers   |      | 1-3  | 1-3  | 0-5  | 1-3  |      |      | 1-3  |      | 0-2  |      | –––– |

## Spareggio promozione-retrocessione
La decima classificata in Premier League (Mosta) sfida la vincente dei playoff di First Division (Malta) (Gżira United) per un posto in Premier League.
|       | Risultati |           | Luogo e data          |  |
| ----- | --------- | --------- | --------------------- |  |
| Mosta | 2 - 0     | Gżira Utd | Paola, 15 maggio 2015 |  |

## Statistiche

### Classifica marcatori prima fase
| Gol |  |  | Giocatore            | Squadra         |
| --- |  |  | -------------------- | --------------- |
| 22  |  |  | Tarabai              | Hibernians      |
| 15  |  |  | Jorginho             | Hibernians      |
| 12  |  |  | Lateef Elford-Alliyu | Valletta        |
| 12  |  |  | Liliu                | Birkirkara      |
| 12  |  |  | Gianmarco Piccioni   | Balzan          |
| 11  |  |  | Clayton Failla       | Hibernians      |
| 11  |  |  | Rafael Ledesma       | Birkirkara      |
| 10  |  |  | Hamza Barry          | Valletta        |
| 10  |  |  | Bojan Kaljević       | Balzan ( Mosta) |
| 10  |  |  | Vito Plut            | Floriana        |

### Classifica marcatori seconda fase
| Gol |  |  | Giocatore              | Squadra          |
| --- |  |  | ---------------------- | ---------------- |
| 10  |  |  | Jorginho               | Hibernians       |
| 9   |  |  | Bojan Kaljević         | Balzan           |
| 7   |  |  | Matteo Piciollo        | Floriana         |
| 6   |  |  | Abdelkarim Nafti       | Valletta         |
| 5   |  |  | Igor Coronado          | Floriana         |
| 5   |  |  | Alfred Effiong         | Qormi            |
| 5   |  |  | Clayton Failla         | Hibernians       |
| 5   |  |  | Alexander Nilsson      | Qormi            |
| 5   |  |  | Pedrinho               | Sliema Wanderers |
| 4   |  |  | Ryan Camenzuli         | Birkirkara       |
| 4   |  |  | Claudio Daniel Francés | Pietà Hotspurs   |
| 4   |  |  | Leighton Grech         | Qormi            |
| 4   |  |  | Ajoku Obinna           | Tarxien Rainbows |

### Classifica marcatori complessiva
| Gol |  |  | Giocatore            | Squadra             |
| --- |  |  | -------------------- | ------------------- |
| 25  |  |  | Jorginho             | Hibernians          |
| 24  |  |  | Tarabai              | Hibernians          |
| 19  |  |  | Bojan Kaljević       | Balzan(12) Mosta(7) |
| 16  |  |  | Clayton Failla       | Hibernians          |
| 15  |  |  | Gianmarco Piccioni   | Balzan              |
| 15  |  |  | Matteo Piciollo      | Floriana            |
| 13  |  |  | Lateef Elford-Alliyu | Valletta            |
| 13  |  |  | Rafael Ledesma       | Birkirkara          |
| 13  |  |  | Liliu                | Birkirkara          |
| 12  |  |  | Hamza Barry          | Valletta            |
| 12  |  |  | Abdelkarim Nafti     | Valletta            |
| 12  |  |  | Vito Plut            | Floriana            |
| 11  |  |  | Gilmar               | Naxxar Lions        |
| 10  |  |  | Alfred Effiong       | Qormi               |
| 10  |  |  | Mauricio Osmar       | Żebbuġ Rangers      |